# 白诗南

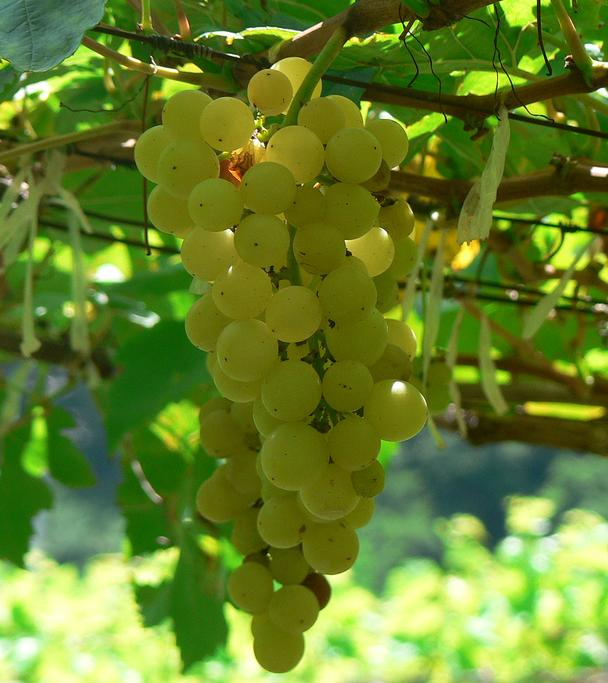
一串白诗南葡萄

白诗南（法語：Chenin blanc）是一种酿酒白葡萄品种，原产于法国卢瓦尔河谷，又被称为卢瓦尔比诺（Pineau de la Loire）。除卢瓦尔河谷外，其在南非、美国加州、澳洲、南美洲等地都有种植。
白诗南酸度较高，可以用来酿造从静止酒到起泡酒、从干酒到甜酒等风格各异的葡萄酒。由白诗南酿造的知名葡萄酒如萨维涅尔干白葡萄酒、莱昂丘甜白葡萄酒、索米尔起泡酒等。而法国南部所产的利慕起泡酒则是由白诗南与莫札克、霞多丽混合酿造而成。

## 图集

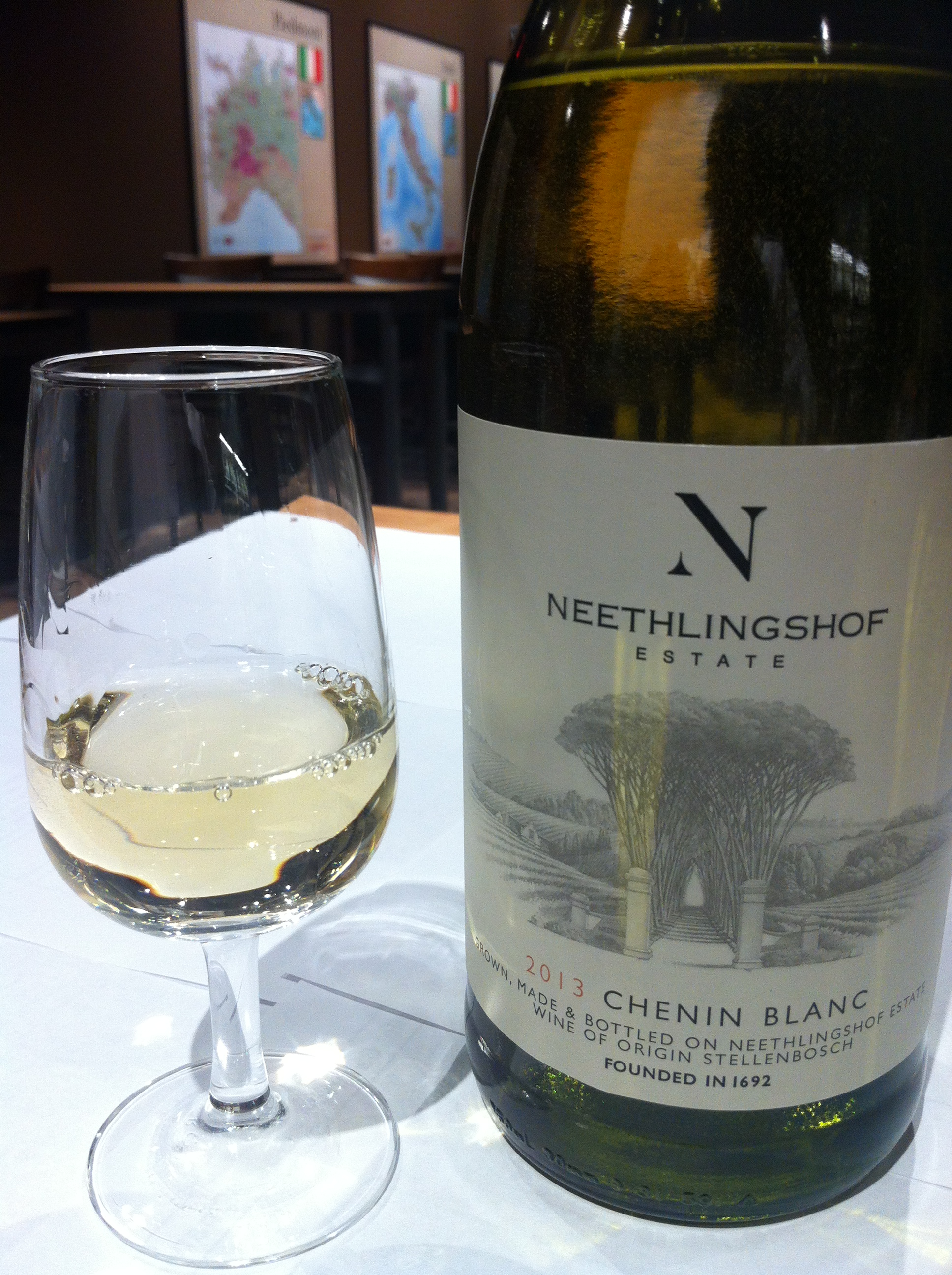
南非出产的白诗南葡萄酒更突出热带水果香味
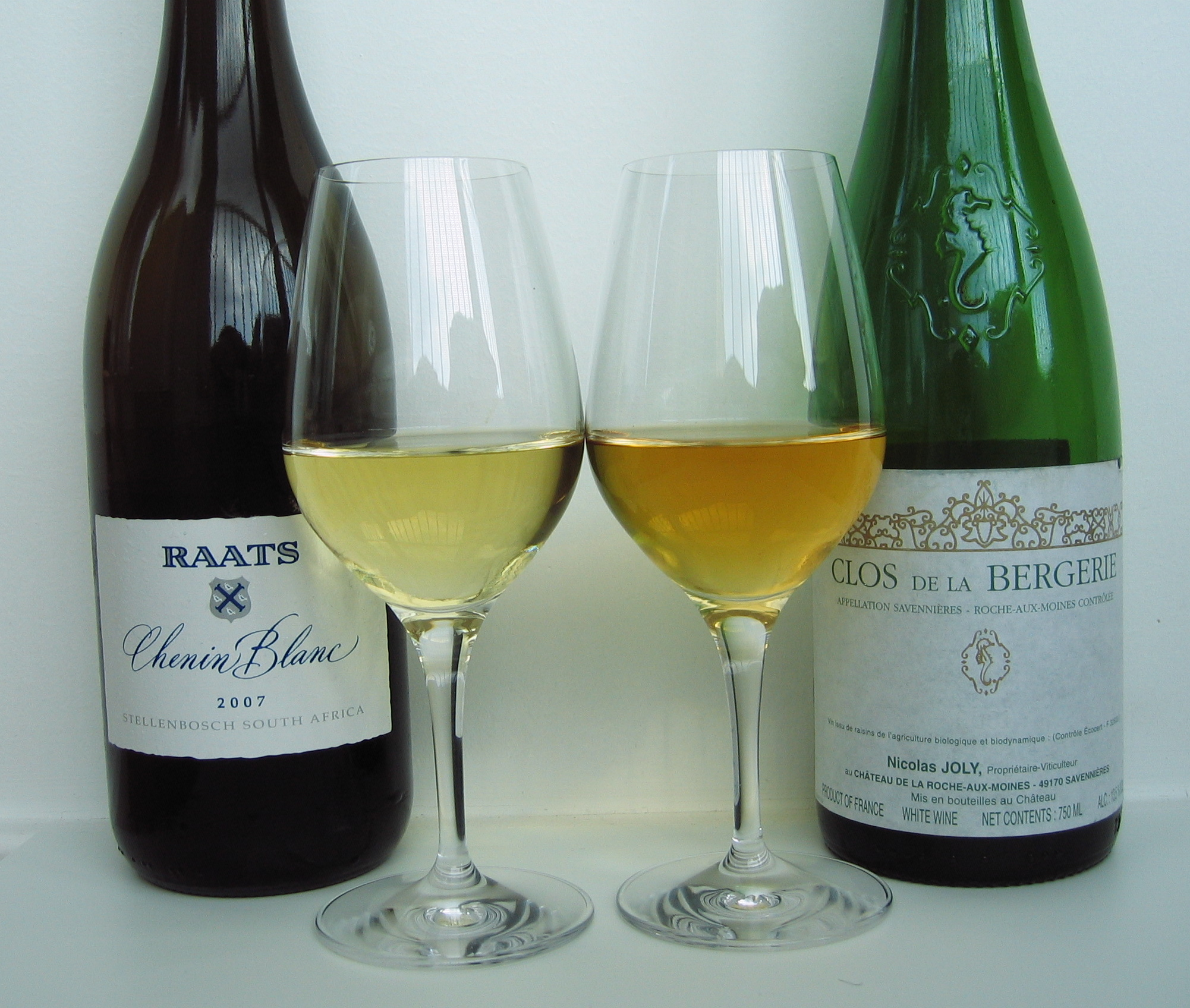
南非(左)和法国瓦尔河谷(右)出产的白诗南葡萄酒